# Warri
Warri è una città della Nigeria, la maggiore dello stato meridionale di Delta. È uno dei maggiori centri portuali del paese, situato a poca distanza dal delta del Niger e delle maggiori aree petrolifere della Nigeria. 
Nel 2010 la popolazione stimata era di 933 762 unità.

## Storia
Warri è conosciuta fin dal XV secolo. In questo periodo era uno dei porti del Regno del Benin, e fu visitata dai missionari portoghesi. In seguito divenne una delle basi della tratta degli schiavi, e successivamente, caduta in mano inglese, un centro per l'esportazione dell'olio di palma e di altri beni come gomma, cacao, arachidi e pellami. Il suo sviluppo tuttavia si ebbe soprattutto dopo il 1960, a causa del boom dell'industria petrolifera.

## Tensioni etniche
La popolazione è composta da varie etnie, tra cui Urhobo, Itsekiri, Ijaw e altre. Queste popolazioni hanno quasi sempre convissuto pacificamente, tanto che la città è anche nota per il suo particolare pidgin. Tuttavia nel 1997 la suddivisione della zona in Local Government Areas, condotta per garantire una rappresentanza locale ai diversi gruppi etnici, scatenò alcune tensioni, soprattutto tra gli Itsekiri e gli Ijaw, note come Crisi di Warri. I disordini causarono centinaia di morti, e sei installazioni petrolifere della Shell Nigeria furono occupate dai rivoltosi, creando un crollo nella produzione. 

## Economia e infrastrutture
L'economia di Warri è incentrata sul petrolio: nelle vicinanze della città, a Ekpan, sorge un'importante raffineria, e le maggiori compagnie petrolifere che operano nel paese hanno sede in città. Altre industrie presenti sono quella dell'acciaio (Global Steel Company), del cemento e dei silicati.
Nei pressi della città si trova l'Aeroporto di Osubi (IATA: QRW, ICAO: DNSU).
In città hanno sede due istituti universitari specializzati, la Federal University of Petroleum Resource Effurun (FUPRE) e il Petroleum Training Institute (PTI), oltre a una scuola di infermieristica (State Nursing School) e al College of Education.

## Sport
Warri ospita uno stadio capace di 20 000 spettatori, sede degli incontri del Warri Wolves Football Club, squadra che milita nel massimo campionato nigeriano di calcio.